# Mahitab Kadın
Mahitab Kadın o Mah-i-tab (en turco otomano: مهتاب قادین‎; "luz de luna"; Nacida en Chechenia, 1830 - Estambul, 1888), conocida también como Mehtab Kadın, fue la novena consorte del sultán otomano Abdülmecit I del Imperio Otomano.

## Nombre
El autor de memorias turco Harun Achba indica el nombre de la quinta esposa de Abdul-Mejid I como "Mehtab", pero señala que en los documentos del harén hay variantes "Mah-i-tabi" y "Mahinab". El historiador turco Chagatay Uluchay indica el nombre de la quinta esposa de Abdul-Mejid I "Mahitab". El historiador turco Necdet Sakaoglu llama a la esposa de Abdul-Mecid I "Mahitab", señalando que en el libro de Anthony Alderson "La estructura de la dinastía otomana" probablemente corresponde a una concubina llamada "Rusdil/Ruzidil".

## Orígenes
Según Harun Achba, Makhitab nació en 1830 en el territorio de la actual de Majachkalá y era hija de Hisham Bey y su esposa Malika Hanim y al nacer se llamó Nurie o Nuriye. Además de Mahitab, la familia tenía dos hijas más y dos hijos  . Según Achba, Mahitab era la única chechena en el harén de Abdülmecit, y el hecho mismo de entrar en el harén del sultán era un caso excepcional. La entrada de Mahitab en el harén fue facilitada por su tía Shevknihak Hanim, quien se desempeñó como tesorera principal en el palacio de Abdïlmecit I  y era la hermana mayor de Hisham Bey. Shevknihak, al enterarse de que la familia de su hermano estaba en peligro, accedió a llevar a los niños a Estambul; Las hijas de Hisham Bey se criaron en el palacio, mientras que los hijos quedaron al cuidado de Aliebru Hanim, un antiguo empleado del palacio. Mahitab, como sus hermanas, recibió una buena educación harén. Mahitab recibió educación privada en el palacio. Sin embargo, el sultán Abdülmecit pronto notó a Mahitab y se casaron en 1845.

## Vida en el Harén
En 1845, Mahitab se convirtió en la esposa de Abdulmejid I. Como señala Harun Achba, atrajo la atención del sultán con su "honestidad y humanidad". Del matrimonio con el sultán nacieron dos hijos: Sabiha Sultan (20 de abril de 1848 - 15 de abril / 27 de abril de 1849) y Ahmed Nureddin-efendi (17 de abril de 1851/1852 - 1885  ). Como señalaron Sakaoglu y Uluchay, en el momento del nacimiento de su hijo, Mahitab ostentaba el título de jefe ikbal. Achba escribe que en 1852, después del nacimiento de su hijo, Abdul-Mejid I otorgó a Mahitab el título de quinto Kadinefendi, como "esposa amada y digna" . Sakaoglu también informa que Mahitab recibió el título de quinta esposa en 1852 después del nacimiento de su hijo. Además, escribe que la madre de Abdülmecit, Bezmialem Sultan, organizó magníficas celebraciones en el harén con motivo del nacimiento de su hijo Mahitab; la propia esposa del sultán fue visitada por las esposas de los funcionarios estatales y le obsequiaron valiosos obsequios.

### Viudez
Cuando Mahitab enviudó en 1861, se le alojó en el Palacio Feriye; hay permaneció hasta 1880, cuando, por orden de Abdul Hamid II, quien consideraba a Mahitab una de sus madrastras más queridas y respetadas, se le asignaron aposentos en el palacio de Yildiz. Además de su marido, Mahitab sobrevivió a la mayoría de sus esposas y concubinas, así como a su propio hijo, que murió a la edad de unos 32 años.

## Muerte
Mahitab misma murió en 1888 en sus aposentos en el Palacio de Yildiz  . Sakaoglu señala que murió a la edad de unos 50 a 58 años. Según Harun Achba, Mahitab fue enterrada en el complejo Yahya Efendi, mientras que Sakaoglu escribe sobre el entierro en el mausoleo de Dzhedit Khavatin en la Mezquita Nueva, y Uluchay,  en la Mezquita Nueva sin especificar un mausoleo específico  . Los archivos del Palacio de Topkapi de agosto de 1888 ( Shaban 20, 1306) contienen una lista de artículos valiosos que pertenecieron a Mahitab y pasaron al tesoro después de su muerte: un incensario de plata, un gulabdan (un recipiente para agua de rosas), balanzas y una bandeja de café, un cuenco de postre con patas, cuencos de sorbetes, posavasos de porcelana y otros objetos de valor.